# Phạm Khải
Phạm Khải (1922–2007), bí danh Ba Ka, là nhà cách mạng Việt Nam, từng đảm nhiệm vai trò Bí thư Tỉnh ủy Gia Định Đảng Cộng sản Việt Nam.

## Cuộc đời
Phạm Khải sinh ngày 8 tháng 9 năm 1922 tại xã An Nhơn Tây, quận Củ Chi, tỉnh Gia Định, nay là huyện Củ Chi, Thành phố Hồ Chí Minh. Có tài liệu ghi là ngày 22 tháng 9.
Tháng 5 năm 1939, ông gia nhập Đảng Cộng sản Đông Dương, chính thức tháng 11 cùng năm. Ông hoạt động trong Chi bộ ấp và phụ trách công tác Tuyên huấn từ năm 1943.
Khi Cách mạng Tháng Tám thành công (1945), ông tham gia Ủy ban nhân dân xã An Nhơn Tây (quận Hóc Môn), giữ chức Tổng thư ký Ủy ban. Tháng 9, ông được bầu vào Thường vụ Xã ủy. Tháng 10, ông được bầu Quận ủy Hóc Môn, Tổng thư ký Quận bộ Việt Minh Hóc Môn. Năm 1946, là Ủy viên Thường vụ Quận ủy Hóc Môn, giữ chức Phó Chủ nhiệm Quận bộ Việt Minh Hóc Môn, phụ trách tuyên huấn.
Năm 1947, ông được bổ sung vào Tỉnh ủy Gia Định, đảm nhận vai trò Bí thư Đảng đoàn Tỉnh Đoàn trưởng Thanh niên Cộng sản tỉnh Gia Định. Ngày 13 tháng 5 năm 1949, ông được bầu làm Bí thư Quận ủy Hóc Môn kiêm Chủ tịch Ủy ban Hành chính Kháng chiến quận Hóc Môn (từ tháng 6 năm 1951, quận Hóc Môn thuộc tỉnh Gia Định Ninh).
Tháng 10 năm 1954, Tỉnh ủy Gia Định Ninh giải thể, Tỉnh ủy Gia Định mới được Xứ ủy Nam Bộ chỉ định gồm Phạm Khải, Huỳnh Văn Thớm, Đoàn Công Chánh, Nguyễn Hồng Đào, Nguyễn Trọng Tuyển, Nguyễn Việt Hồng, Nguyễn Văn Tám. Tháng 7 năm 1957, ông được điều động về làm cán bộ Xứ ủy Nam Bộ, phụ trách căn cứ Xứ ủy.
Năm 1960, ông được điều về Khu ủy Sài Gòn - Gia Định (sáp nhập từ Thành ủy Sài Gòn - Chợ Lớn và Tỉnh ủy Gia Định), phụ trách các quận Thủ Đức, Dĩ An, Củ Chi. Năm 1961, ông được bổ sung làm Khu ủy viên.
Giữa năm 1965, Khu ủy Sài Gòn - Gia Định thành lập phân khu Gò Môn gồm một số xã của Gò Vấp, Hóc Môn và năm xã của Củ Chi (Tân Phú Trung, Tân Thạnh Đông, Tân Thạnh Tây, Trung An và Hòa Phú). Ông được chỉ định làm Bí thư Phân khu ủy Gò Môn, Chín Toàn làm Phó Bí thư, Út Một, Tám Nghĩa là Ủy viên.
Năm 1967, ông rút về Campuchia chữa bệnh, sau đó trở về Khu ủy Sài Gòn - Gia Định, được phân công vào Thường trực Phân khu VI (nội đô Sài Gòn - Chợ Lớn). Ngày 17 tháng 2 năm 1968, sau Đợt I của cuộc tổng tiến công nổi dậy Tết Mậu Thân, ông bị bắt và được trao trả tù binh vào năm 1973 tại Lộc Ninh.
Tháng 9 năm 1974, ông được phân công về Khu ủy Gia Định, lần lượt đảm nhiệm Ủy viên Thường trực Phân ban Nông thôn, Trưởng Ban Binh vận, Trưởng ban Nông thôn của Khu ủy Gia Định. Tháng 3 năm 1975, ông được điều về Thường trực Thành ủy Sài Gòn - Gia Định. Tháng 4, ông dẫn đầu Đoàn cán bộ tiếp quản thành phố của Thành ủy, phụ trách tiếp quản các cơ sở hành chính của thành phố Sài Gòn. Tiếp đó là Trưởng ban Chính quyền của Thành ủy phụ trách hành chính, nhà đất. Từ tháng 12 đến tháng 1 năm 1976, ông giữ chức Phó Chủ nhiệm Ủy ban Thanh tra Thành phố.
Ngày 10 tháng 5 năm 2007, ông mất ở Thành phố Hồ Chí Minh.

## Tặng thưởng
- Huân chương Độc lập hạng Nhất
- Huân chương Quyết thắng hạng Nhất
- Huân chương Kháng chiến chống Mỹ hạng Nhất
- Huân chương Hồ Chí Minh[8]
- Huy hiệu 60 năm tuổi Đảng
- Kỷ niệm chương Tù đày Côn Đảo